# Movimiento afroamericano por el sufragio femenino
A medida que el movimiento de sufragio femenino ganó popularidad en el siglo XIX, aumentó la marginación de las mujeres afroamericanas. La lucha por el voto no terminó con la ratificación de la Decimonovena Enmienda .  En algunos estados del sur, las mujeres afroamericanas no pudieron ejercer libremente su derecho al voto hasta la década de 1960. Sin embargo, estas dificultades no disuadieron a las mujeres afroamericanas en su esfuerzo por asegurar el voto. 

## Orígenes del movimiento
Las plataformas del movimiento de sufragio femenino están vinculadas al movimiento abolicionista. Las mujeres blancas de clase alta, en particular, primero articularon su propia opresión en el matrimonio y la esfera privada utilizando la metáfora de la esclavitud, y desarrollaron una conciencia política al movilizarse en apoyo del abolicionismo. Lucretia Mott, Elizabeth Cady Stanton y Maria Weston Chapman estuvieron entre las primeras mujeres abolicionistas.  La causa abolicionista brindó a las mujeres que antes estaban vinculadas a sus roles de esposas y madres la oportunidad de desafiar públicamente el sexismo y aprender a participar políticamente como activistas.  Aunque el movimiento de sufragio de mujeres afroamericanas era una veta diferente del sufragio de mujeres, incluso se podría argumentar un movimiento completamente diferente. Los abolicionistas que encabezaron la Asociación de Igualdad de Derechos como Elizabeth Cady Stanton y Susan B. Anthony tenían una agenda principalmente blanca. Después de la Guerra Civil, quedó claro que las mujeres blancas y negras tenían diferentes puntos de vista de por qué el derecho al voto era esencial. A diferencia de los sufragistas blancas, las mujeres negras buscaron la votación para ellas y sus hombres para empoderar a las comunidades negras asediadas por el reino del terror racial que estalló después de la Emancipación a fines del siglo XIX.  

## El movimiento se divide
El racismo de principios del siglo XX hizo que las mujeres negras fueran oprimidas doblemente por su condición de mujeres, y por su raza. Muchas mujeres afroamericanas comprometidas políticamente se dedicaron principalmente a cuestiones de igualdad racial y el sufragio se planteó como un objetivo secundario. La Convención de Seneca Falls, ampliamente elogiada como la primera convención sobre los derechos de las mujeres, a menudo se considera el precursor del cisma racial dentro del movimiento de sufragio femenino; La Declaración de Seneca Falls presentó un análisis político de la condición de las mujeres casadas de clase alta, pero no abordó las luchas de las mujeres blancas o negras de la clase trabajadora. Ya en el siglo XX, surgió un patrón de activismo político segregado, ya que las mujeres blancas y negras se organizaron por separado debido a las tensiones de clase y raciales dentro del movimiento general, y una diferencia fundamental en los objetivos del movimiento y la conciencia política.
Las mujeres negras se involucraron en un activismo múltiple, ya que a menudo no separaban el objetivo de obtener derechos de otros objetivos, y el racismo a gran escala se sumaba a la urgencia de su activismo más polifacético. La mayoría de las mujeres negras que apoyaron la expansión de derechos buscaron mejorar las vidas de las mujeres negras junto con los hombres y niños negros, lo que las separó radicalmente de sus contrapartes blancas. Mientras que las mujeres blancas se centraron en obtener derechos, las mujeres negras buscaron mejorar la situación de sus comunidades en general, en lugar de su mejora individual exclusivamente como mujeres. En Women, Race, and Class, Angela Davis explica que "las mujeres negras eran iguales a sus hombres en la opresión que sufrieron ... y resistieron la esclavitud con una pasión igual a la de sus hombres", lo que resalta la fuente de su carácter de un activismo más holístico. Después de la guerra civil, muchas mujeres afroamericanas lucharon por mantener sus intereses a la vanguardia de la esfera política, como muchos reformadores tendieron a asumir en su retórica asumiendo que "el negro es hombre y las mujeres son blancas".

## Marginando a las mujeres afroamericanas
En 1890, dos organizaciones rivales, la Asociación Nacional pro Sufragio de la Mujer  y la American Woman Suffrage Association, se fusionaron para formar la National American Woman Suffrage Association (NAWSA). A medida que NAWSA comenzó a obtener apoyo para su causa, sus miembros se dieron cuenta de que con la exclusión de las mujeres afroamericanas obtendría un mayor apoyo, lo que resultaría en la adopción de una visión más estrecha del sufragio de las mujeres de lo que se había afirmado anteriormente. NAWSA se centró en el derecho de voto exclusivamente para las mujeres blancas.  Las mujeres afroamericanas comenzaron a experimentar el movimiento de sufragio femenino "Anti-Negro". La Asociación Nacional de Sufragio de Mujeres consideró que la Federación del Noreste de Clubes de Mujeres de Color era una obligación para la asociación debido a las actitudes de las mujeres blancas del sur hacia las mujeres negras que obtienen el voto. Los blancos del sur temían que los afroamericanos obtuvieran más ventajas políticas y, por lo tanto, poder; Las votantes afroamericanas ayudarían a lograr este cambio. 
El movimiento de sufragio femenino comenzó con mujeres como Harriet Tubman y Sojourner Truth, y progresó con mujeres como Ida B. Wells, Mary Church Terrell, Ella Baker, Rosa Parks, Angela Davis y muchas otras. Todas estas mujeres desempeñaron papeles muy importantes, como contribuir al progreso y el esfuerzo cada vez mayores para poner fin a la privación de derechos de las mujeres afroamericanas. Estas mujeres fueron discriminadas, maltratadas y violadas por sureños y norteños blancos, pero se mantuvieron fuertes y persistentes, y esa fuerza se ha transmitido de generación en generación. Todavía se lleva a cabo en las familias afroamericanas hoy. "Las mujeres afroamericanas, han sido activistas políticas durante toda su historia en el continente americano, pero durante mucho tiempo negaron el derecho a votar y ocupar cargos, han recurrido a la política no tradicional".
Después de su arresto en 1970, "Davis se convirtió en una presa política. Se movilizaron protestas nacionales e internacionales para liberar a Angela en todo el mundo. Durante los dos años que pasó en prisión, Davis leyó, escribió ensayos sobre injusticias y se preparó como co-abogada para su propia defensa. Finalmente, Davis fue liberada bajo fianza en 1972 y luego absuelta de todos los cargos penales en su juicio con jurado ".

### Creación de la Asociación Nacional de Mujeres de Color
El movimiento del Sufragio de Mujeres Americanas comenzó en el norte como un movimiento de mujeres blancas de clase media con la mayoría de sus miembros mujeres blancas educadas principalmente de Boston, Nueva York, Maine y el noreste. La Asociación Nacional pro Sufragio de las Mujeres (NWSA, por sus siglas en inglés) intentó incluir a las mujeres de la clase trabajadora, así como a las sufragistas negras. En 1848, la Asociación Estadounidense de Igualdad de Derechos se formó en la creencia de que todos, independientemente de su raza o sexo, deberían tener derecho a votar. Durante este período se formó una división entre el movimiento de mujeres. Se proponía la decimocuarta enmienda y los hombres negros estaban a punto de recibir el derecho al voto. La NSWA celebró una convención para discutir cómo avanzar y las mujeres se dividieron sobre el tema. Algunas mujeres no querían arriesgarse a perder la oportunidad de que los hombres negros obtuvieran el derecho a votar, y pensaron que las mujeres tendrían su turno. Vieron esta enmienda propuesta como una especie de victoria. Otras mujeres, incluidas Susan B. Anthony y Elizabeth Cady Stanton, se enojaron por esta decisión y consideraron que no era lo suficientemente buena, y que las mujeres negras o blancas no deberían ser excluidas de la votación. 
Las enmiendas decimocuarta y decimoquinta fueron finalmente aprobadas por el Congreso y a las mujeres todavía no se les concedió el derecho a votar. Con el paso del tiempo, las líderes de la Asociación Nacional de Sufragio de Mujeres comenzaron a ver el Sufragio Afroamericano y el Sufragio Blanco como temas diferentes. Template:Citation? Las razones de este cambio en los ideales varían, pero en la década de 1890 las mujeres más jóvenes comenzaron a asumir los roles de liderazgo y personas como Stanton y Anthony ya no estaban a cargo. Otra razón para el cambio de ideales entre el movimiento fue el creciente pensamiento de "supremacía blanca" de las mujeres que ingresan al movimiento desde el sur. Ahora, con disidencia y desacuerdo entre la NWSA, las mujeres afroamericanas se fueron y se unieron para formar sus propias organizaciones.
En junio de 1892 se fundó la Liga de Mujeres de Color (CWL) en Washington D. C. Bajo su presidenta, Helen Cook, la CWL luchó por el sufragio negro y realizó clases nocturnas. Un grupo con sede en Boston, bajo el liderazgo de Margaret Murray Washington y Josephine St. Pierre Ruffin, llamado Federación Nacional de Mujeres Afroamericanas, se unió a la Liga de Mujeres de Color de Washington D. C. En 1896, ambos grupos se unieron para formar la Asociación Nacional de Mujeres de Color bajo el liderazgo de Mary Church Terrell . Terrell era una mujer con educación universitaria y fue nombrada la primera presidenta. Este grupo trabajó intensamente para contribuir a la mejora de la situación de las mujeres negras, así como muchos otros grupos más pequeños que no tienen nombre.

## La "sufragista educada"
El movimiento de NAWSA marginó a muchas mujeres afroamericanas y a través de este esfuerzo se desarrolló la idea de la "sufragista educada". Con esta noción se defendió que ser educado era un prerrequisito importante para tener derecho a votar. Como muchas mujeres afroamericanas carecían de educación, esta noción significaba la exclusión del derecho al voto. Este movimiento prevaleció en el sur, pero finalmente también ganó impulso en el norte.  Las mujeres afroamericanas no fueron disuadidas por la creciente oposición y se volvieron aún más agresivas en su campaña para encontrar la igualdad con los hombres y otras mujeres. 
Como resultado, muchas mujeres se movilizaron durante este período de tiempo y trabajaron para involucrar a las mujeres afroamericanas e incluirlas en el movimiento de sufragio, centrándose en la educación de la comunidad afroamericana y las mujeres sobre temas del gobierno local. En 1913, se fundó el Alpha Suffrage Club, con Ida B. Wells como una de las cofundadoras y líderes, se cree que esta es la primera asociación de sufragio de mujeres afroamericanas en Estados Unidos. El grupo trabajó en la publicación del periódico Alpha Suffrage Record para sondear barrios y expresar opiniones políticas.  Una de las muchas mujeres negras centradas en el avance del "desarrollo artístico e intelectual" literario entre los afroamericanos del norte fue Bettiola Heloise Fortson . Fortson había sido miembro activo de varios clubes de mujeres en el área de Chicago y fundó su propio club de estudios literarios para mujeres, la Sociedad Universitaria de Chicago .  
Todas las mujeres afroamericanas que participaron en esta importante lucha contra su exclusión del movimiento de sufragio femenino esperaron setenta años o más para ver los frutos de su trabajo. [cita requerida]

## Cuestiones en el ejercicio del voto
Después de la aprobación de la Decimonovena Enmienda en 1920, las mujeres afroamericanas, particularmente aquellas que vivían en los estados del sur, aún enfrentaban una serie de barreras. Al principio, las mujeres afroamericanas en el norte podían registrarse fácilmente para votar, y muchas se involucraron activamente en la política. Una de esas mujeres fue Annie Simms Banks, quien fue elegida para servir como delegada del Partido Republicano de Kentucky en marzo de 1920.  Los sureños blancos se dieron cuenta de que las activistas afroamericanas se organizaban para el sufragio, y después de la aprobación de la Decimonovena Enmienda, el registro de votantes de mujeres afroamericanas en Florida fue más alto que el de las mujeres blancas. Las mujeres afroamericanas fueron atacadas por varios métodos de privación de derechos. Una de las nuevas pruebas requería que las mujeres afroamericanas leyeran e interpretaran la Constitución antes de ser elegibles para votar.  En el sur, las mujeres afroamericanas enfrentaron obstáculos aún más severos para votar. Estos obstáculos incluyeron daños corporales y cargos fabricados diseñados para llevarlos a la cárcel si intentaban votar.  Este tratamiento de las mujeres afroamericanas en el sur continuó hasta la década de 1960.  

### Enlaces biográficos
- Christia Adair
- Hallie Quinn Brown
- Josephine Beall Willson Bruce
- Nannie Helen Burroughs
- Coralie Franklin Cook
- Anna J. Cooper
- Elizabeth Piper Ensley
- Margaretta Forten
- Nellie Griswold Francis
- Sarah Moore Grimké
- Frances Harper
- Verina Morton Jones
- Margarita Elizabeth Adams Lampkin
- Mary A. McCurdy
- Juno Frankie Pierce
- Helen Appo Cook
- Sarah Parker Remond
- Myra Virginia Simmons
- Mary Church Terrell
- Hettie Tilghman
- Verdad del peregrino
- Ida B. Wells
- Maud E. Craig Sampson Williams
- Fannie Barrier Williams

### Enlaces históricos
- ¿No soy una mujer?
- Club de Sufragio Alfa
- Asociación Americana de Igualdad de Derechos
- Liga de sufragio igualitario (Brooklyn)
- Fannie Jackson Coppin Club
- Asociación Nacional de Mujeres de Color

### Historia general
- Sufragio de las mujeres
- Sufragio femenino en Estados Unidos
- Decimonovena Enmienda a la Constitución de los Estados Unidos